# Поль Відаль де ла Блаш
Поль Віда́ль де ла Блаш (фр. Paul Vidal de La Blache; нар. 22 січня 1845, Пезенас, Еро, Франція — пом. 5 квітня 1918, Ла-Сейн-сюр-Мер, Вар, Франція) — французький географ, засновник наукової школи географії людини. Він був захоплений «політичною географією» Фрідріха Ратцеля і будував свою теорію на цьому джерелі, хоча багато аспектів німецької геополітичної школи він жорстоко критикував. він дуже любив
На початку XX століття з'явилася праця «Географія людини як частина географії життя», яка започаткувала школу географії людини в Франції.